# Styrbjörn Dahlqvist
Gustaf Styrbjörn Dahlqvist, född den 20 juni 1882 i Viby församling, Örebro län, död den 10 maj 1952 i Uppsala, var en svensk jurist. 
Dahlqvist avlade hovrättsexamen 1905 och var tillförordnad domhavande 1907–1909. Han blev tillförordnad fiskal i Svea hovrätt 1911, adjungerad ledamot och extra ordinarie assessor 1912, tillförordnad revisionssekreterare 1915, ordinarie fiskal i Svea hovrätt 1918, hovrättsråd där samma år och ordinarie revisionssekreterare 1921. Dahlqvist biträdde vid beredning av lagstiftningsfrågor i Justitiedepartementet 1918–1922 och 1925–1926 samt i Kommunikationsdepartementet 1930. Han var häradshövding i Uppsala läns södra domsaga från 1930 till sin pensionering. Dahlqvist blev riddare av Nordstjärneorden 1922 och kommendör av andra klassen av samma orden 1933. Han vilar på Uppsala gamla kyrkogård.